# Medal of Honor
Pour les articles homonymes, voir Medal of Honor (homonymie).
Vous lisez un « bon article » labellisé en 2007.
La Medal of Honor (« médaille d'honneur » ou « médaille de l'honneur ») est la plus haute distinction militaire des États-Unis. Il en existe trois versions différentes : celle de l'US Army, celle de l'US Navy (aussi décernée pour les militaires issus du Corps des Marines et les garde-côtes) et celle de l'US Air Force (aussi décernée pour les militaires issus de l'US Space Force). Le ruban de la médaille est identique dans les trois versions.
La médaille récompense des membres de l'armée américaine qui se sont distingués en mettant leur vie en péril au profit de l'intérêt général, en accomplissant un acte d'héroïsme ou de bravoure exceptionnel au combat. Cet acte doit être tel que son inaccomplissement n'aurait pu être reproché à l'intéressé.
La médaille est parfois nommée par erreur « médaille d'honneur du Congrès » parce que le président des États-Unis remet la récompense au nom du Congrès.
La médaille est remise en main propre par le président si celui qui doit la recevoir est toujours vivant. Si ce dernier est mort, elle est donnée à la famille à titre posthume. Le statut de la médaille est protégé par les lois américaines.
La médaille est l'une des deux seules décorations décernées aux membres des forces armées américaines qui se portent en cravate et la seule des deux qui leur soit réservée.
L'autre décoration est la Legion of Merit (« Légion du mérite ») dont les récipiendaires étrangers ont le Commander's Degree porté en cravate. Les militaires américains recevant la Legion of Merit sont récompensés par le Legionnaire's Degree dont la médaille est suspendue à un ruban épinglé au torse.

## Origine
Le premier système officiel pour récompenser des actes d’héroïsme de soldats américains est établi le 7 août 1782 par George Washington lorsque celui-ci crée le Badge of Military Merit (Badge du mérite militaire). Ce badge est censé reconnaître « toute action méritante en combat ». Il s’agit de la première récompense militaire américaine en combat et de la seconde récompense américaine militaire après la médaille Fidelity Medallion,.
Bien que le badge du mérite tombe en désuétude après la guerre d'indépendance des États-Unis, le concept de récompense des soldats américains ayant fait preuve d’héroïsme au combat devient une tradition. En 1847, lors de la guerre américano-mexicaine, un Certificate of Merit (« certificat du Mérite ») est créé pour les soldats qui se sont distingués lors des combats. Ce certificat gagne ensuite le statut de médaille sous le nom de « Certificate of Merit Medal ».
Au début de la guerre de Sécession, l’idée d’une médaille pour récompenser la valeur individuelle des soldats est proposée par James W. Grimes à Winfield Scott qui est alors le général en chef de l’armée américaine. Scott n’approuve pas l’idée, mais la médaille est néanmoins utilisée dans l'US Navy. La résolution publique 82 créant cette médaille pour la Navy est ainsi signée et transposée en loi par le président Abraham Lincoln le 21 décembre 1861. La médaille peut à cette époque « être accordée aux marins, aux officiers de la marine, aux soldats au sol et aux Marines qui se sont distingués par leur bravoure et par leurs qualités de marins en temps de guerre ».
Le secrétaire à la Marine Gideon Welles dirige les travaux du Philadelphia Mint qui doit concevoir l'aspect de la nouvelle décoration. Peu de temps après, une résolution au nom de l’armée est transposée en loi le 12 juillet 1862. Cette résolution crée le concept de la Medal of Honor. La version de la Navy est rapidement rattachée à ce concept devant récompenser à l’époque « les sous-officiers et les simples soldats qui se sont distingués par leur bravoure au combat et pour leurs qualités de soldats en temps d’insurrection, ».

## Procédure
La méthode la plus courante pour attribuer à un soldat la médaille consiste à le faire proposer par un membre hiérarchique de la chaîne de commandement. Cette proposition doit ensuite être confirmée par tous les niveaux hiérarchiques de cette chaîne. L’autre méthode (plus rare) est que la demande soit faite par un membre du Congrès (souvent à la demande d’une tierce personne). Cette demande doit ensuite être acceptée par un acte du Congrès. Dans tous les cas, la médaille est remise par le président des États-Unis au nom du Congrès.

### Évolution des critères
Un an après la transposition en loi de la résolution publique 82 par Abraham Lincoln le 21 décembre 1861, une résolution similaire passe au niveau de l’armée. Durant la guerre de Sécession, six soldats ayant saisi une locomotive de l’armée confédérée lors du raid d'Andrews sont les premiers bénéficiaires de la récompense. Vu que seuls les militaires peuvent recevoir cette récompense, le chef du raid James J. Andrews, un civil, ne sera jamais récompensé. Les confédérés l'ont par ailleurs pendu pour espionnage. En 1891, la médaille est remise pour la première fois à un officier de l'armée de terre. Il faut ensuite attendre 1915 pour qu'un officier de la Navy reçoive également cette médaille. Beaucoup de médailles sont à l’origine offertes aux soldats ayant sauvé un drapeau pas seulement par patriotisme mais parce que le drapeau sert alors de moyen de communication important sur les champs de bataille. Les critères de récompenses se durcissent dès la fin de la Première Guerre mondiale et après la Seconde Guerre mondiale beaucoup de soldats reçoivent à la place d'autres médailles comme la Silver Star ou la Navy Cross.
Durant la guerre de Sécession, le secrétaire à la Guerre des États-Unis Edwin M. Stanton promet la médaille à tous les soldats du 27e régiment d’infanterie du Maine qui restent dans l’armée au-delà de la durée légale d’engagement. Beaucoup de ces soldats restent quelques jours en plus avant de quitter l’armée mais à cause de la confusion, Stanton est forcé de récompenser les 864 hommes du régiment.
En 1916, un comité élu par le pouvoir législatif et composé de cinq généraux de l’armée réétudie chaque attribution de médaille jusqu’alors. Ce comité recommande de retirer 911 médailles. Ce sont les médailles des 864 soldats du 27e régiment, des 29 gardes funéraires d'Abraham Lincoln, de six civils dont la docteure Mary Edwards Walker (la seule femme ayant reçu cet honneur), Buffalo Bill et de douze autres bénéficiaires dont l’action semble manquer de bravoure. La médaille de Mary Edwards Walker lui sera néanmoins rendue à titre posthume en 1977 par le président Jimmy Carter. Celle de Buffalo Bill lui sera également rendue en 1989.
Au début du XXe siècle, la Navy offre beaucoup de médailles pour faits de bravoure en temps de paix. Ainsi, sept marins du navire USS Iowa reçoivent la médaille à la suite de l'explosion d'une chaudière le 25 janvier 1904. En 1901, John Henry Helms reçoit la médaille pour avoir sauvé de la noyade le cuisinier Ishi Tomizi du navire USS Chicago. Après la Première Guerre mondiale Richard Byrd et Floyd Bennett reçoivent la médaille pour leur exploration du pôle Nord. En 1923, Thomas John Ryan reçoit la médaille pour avoir sauvé une femme des flammes dans le Grand Hotel de Yokohama au Japon à la suite du tremblement de terre de Kanto de 1923.

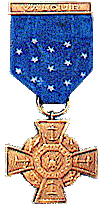
Tiffany Cross

Entre 1919 et 1942, la Navy emploie deux versions distinctes de la Medal of Honor, une pour des actes de bravoure au combat et une autre pour les actes de bravoure hors combat. La médaille gagnée au combat se nomme alors Tiffany Cross d’après le nom du joailler américain, Tiffany & Co., réalisant cette médaille. Cette médaille spécifique sort en 1919 mais reste rare et impopulaire. En réponse à cette impopularité, la Navy recommence à offrir une seule médaille, attribuée uniquement pour des actions héroïques.
Depuis le début de la Seconde Guerre mondiale, la médaille est seulement offerte pour des faits de bravoure exceptionnels lors de combats sous le feu de l’ennemi. À cause de ce durcissement des critères, plus de 60 % des médailles à partir de ce moment sont offertes à titre posthume. Le capitaine William McGonagle est une exception car celui-ci survécut lors de l’incident du USS Liberty sous le feu ami des Israéliens,.

### Controverse
Pour son acte de bravoure, durant la Première guerre mondiale, le caporal afro-américain Freddie Stowers fut décoré, à titre posthume, de la Medal of Honor. Il est le seul Afro-Américain à avoir reçu cette haute distinction. Cependant, celle-ci ne lui fut accordée qu'en 1991.
Une étude de 1993, demandée par l’armée, conclut à une discrimination raciale et religieuse systématique dans les récompenses offertes lors de la Seconde Guerre mondiale. Aucune médaille n’avait été attribuée à un soldat afro-américain durant cette guerre. Après révision de tous les dossiers archivés, l’étude recommande de remplacer certaines médailles (Distinguished Service Cross) remises à des afro-américains par la médaille d’honneur. Le 13 janvier 1997, le président Bill Clinton offre la médaille à sept vétérans afro-américains de la Seconde Guerre mondiale, dont le vétéran Vernon Baker, le seul à être alors encore en vie et décédé en 2010 . En 2001, une étude similaire datant de 1998 offre 21 nouvelles médailles à des Asiatiques américains dont 20 membres d’origine japonaise du 442e régiment dont le sénateur Daniel Inouye. Le 442e régiment, qui est composé du 100e bataillon d'infanterie, comptabilise ainsi à lui seul un total de 21 médailles d'honneur. En 2005, le président George W. Bush récompense le vétéran juif Tibor Rubin et survivant de l’Holocauste après que son dossier a été également réétudié par un comité de l'armée,.

## Aspect

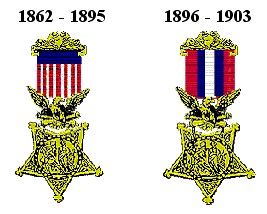
Premières formes en version US Army.

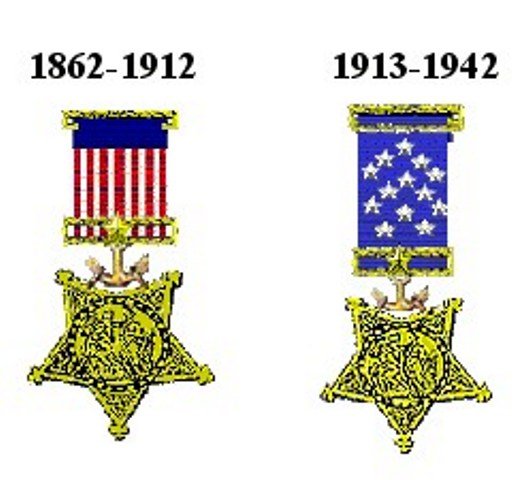
Premières formes en version US Navy.

L’apparence de la médaille évolue depuis sa création en 1862. La version actuelle de l’armée de terre représente une étoile dorée entourée d’une couronne surmontée d’un aigle sur une barre où il est inscrit « Valor ». La médaille est attachée par un crochet à une cravate de soie bleue d’environ 30 mm de large et de 55 cm de long,.
Il existe néanmoins trois versions différentes : celle de l’Armée de terre (US Army), celle de la marine (US Navy) et celle de l’armée de l’air (US Air Force). Puisque le corps des marines fait administrativement partie de l’US Navy, il utilise la médaille de la Navy. Avant la création de la version de l’US Air Force en 1965, cette armée utilisait la même médaille que celle de l’armée de terre.
En 1963, la médaille pour les garde-côtes des États-Unis est séparée de celle de la Navy mais personne ne l’a reçue depuis sa création et aucune forme spécifique n’existe en 2007. En effet, les garde-côtes font partie intégrante de la Navy en temps de guerre et ils reçoivent dès lors la médaille de la Navy. Le seul membre des garde-côtes ayant reçu la médaille de la Navy est le première classe Douglas Munro qui est récompensé pour son action lors de la bataille navale de Guadalcanal,.
Dans le cas rarissime (19 au total jusqu’au début 2012) où un soldat est récompensé de plus d’une médaille, les lois spécifient qu’un élément approprié doit être centré sur le ruban. Cet élément représente des feuilles de chêne dans l’US Army et dans l’US Air Force alors que l’élément de l’US Navy représente des étoiles dorées.
Un ruban bleu portant cinq étoiles blanches disposées en forme de M est utilisé pour remplacer la médaille lorsque la personne ne porte pas l’uniforme de cérémonie. Ce ruban étoilé est accroché à l'uniforme au-dessus des autres décorations et centré par rapport à elles. Ce ruban se porte aussi en supplément à la médaille tenue au niveau du cou. Une rosette bleue ornée d'étoiles est destinée à être portée avec des vêtements civils (pour d'autres décorations, c'est habituellement une broche qui est portée).

### Drapeau

Drapeau de la Medal of Honor.

Le 23 octobre 2003, la loi publique 107-248 est votée et modifie le Code des États-Unis (titre 36 - paragraphe 903) en autorisant le drapeau de la Medal of Honor à être offert aux récipiendaires de la décoration.
La conception du drapeau repose sur un projet imaginé par le premier sergent Bill Kendall des forces spéciales de l’armée de terre. Le drapeau bleu de Kendall qui est décoré de treize étoiles blanches porte le texte « Medal of Honor ». Le drapeau finalement retenu ne porte aucun texte et son contour est doré. Les treize étoiles sont disposées en trois chevrons pointe en haut dont deux comportent cinq étoiles et dont un en a trois. Le drapeau n’a pas de proportions particulières.
Le premier médaillé à recevoir le drapeau en même temps que la médaille est Paul R. Smith.

## Récipiendaires
Début novembre 2009, 3 448 médailles avaient été attribuées. Dix-neuf personnes ont reçu à deux reprises la médaille dont quatorze pour deux actions différentes et cinq pour une même action récompensée une fois par la Navy et une fois par l’armée de terre. Depuis le début de la Seconde Guerre mondiale, 853 médailles ont été remises, dont 527 à titre posthume.
| Service      | Nombre |
| ------------ | ------ |
| Army         | 2457   |
| Navy         | 748    |
| Marine Corps | 300    |
| Air Force    | 19     |
| Coast Guard  | 1      |
| Total        | 3525   |

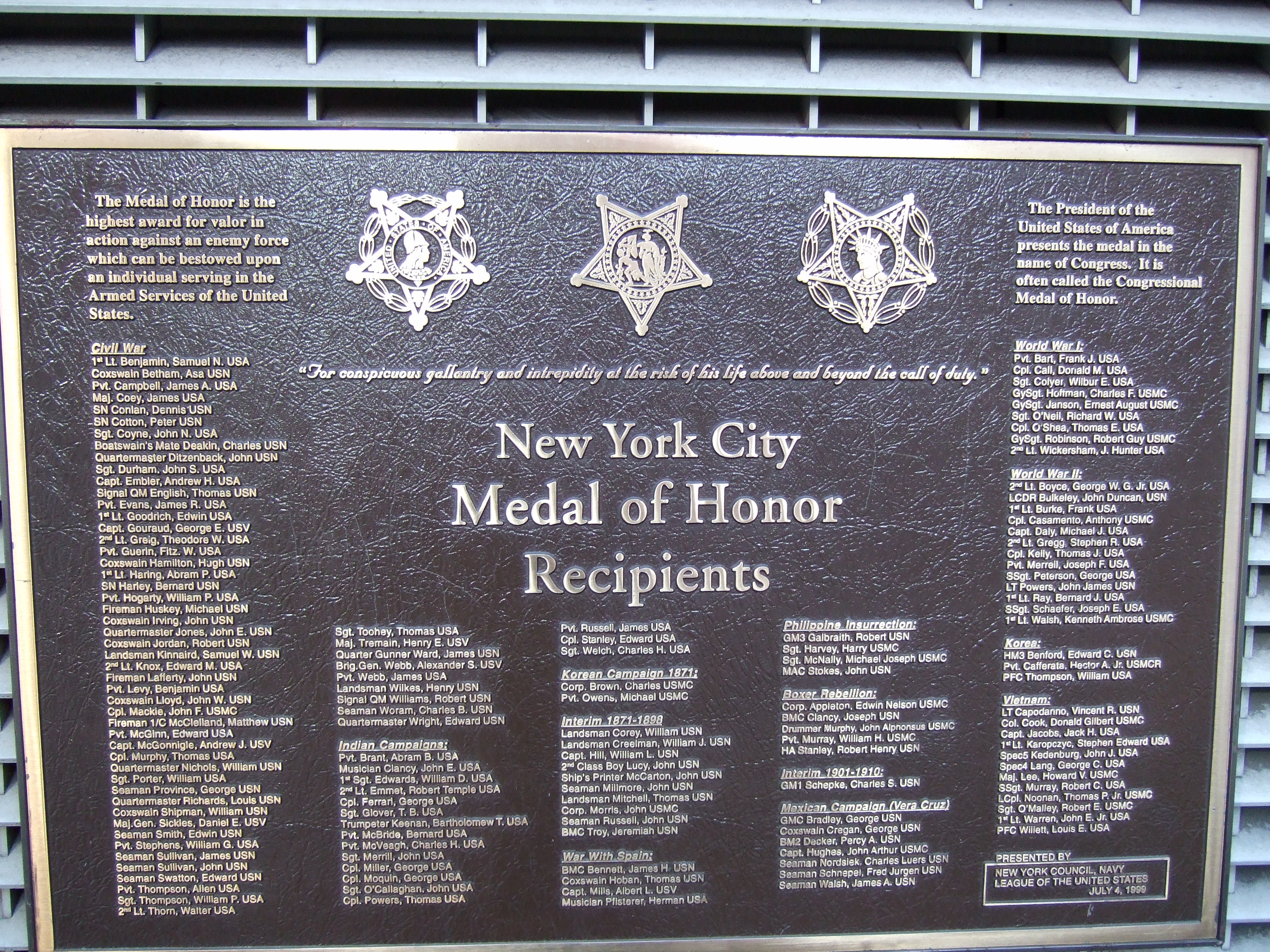
Plaque commémorative à New York

La première médaille d’honneur est attribuée au simple soldat Jacob Parrot durant la guerre de Sécession pour son rôle dans le raid d'Andrews. William Harvey Carney fut le premier  afro-américain à mériter la médaille d'honneur mais Robert Blake fut le premier décoré (1900 et 1864 respectivement). En 2011, la seule femme ayant reçu la médaille est toujours Mary Edwards Walker qui la reçut également lors de la guerre de Sécession. Mary Edwards Walker n'étant pas membre de l'armée au moment de son action, la médaille lui est retirée en 1917. Néanmoins, la médaille lui est rendue à titre posthume en 1977 par Jimmy Carter.
Bien que les lois actuelles datant de 1918 imposent l’appartenance à l’armée américaine au moment de l'action pour recevoir la médaille, il existe quelques exceptions. Par exemple l’aviateur Charles Lindbergh, qui est alors un membre réserviste de l’armée de l’air, réalise son action héroïque lorsqu’il est pilote dans le civil. Une médaille d’honneur est également offerte au monument du soldat inconnu britannique le 17 octobre 1921 par le général Pershing. Réciproquement, le monument du soldat inconnu américain est récompensé par la croix de Victoria qui est la plus haute distinction britannique.
À part ces quelques exceptions, seuls les soldats de l’armée américaine peuvent être récompensés par cette médaille pour leurs actions de bravoure au combat. Toutefois le fait d’avoir la nationalité américaine n’est pas un prérequis. 61 Canadiens appartenant à l’armée américaine ont ainsi reçu cette médaille, en majorité durant la guerre de Sécession. Depuis 1900, seuls quatre soldats canadiens membres de l’armée américaine ont reçu la médaille. Durant la guerre du Viêt Nam, Peter C. Lemon fut le seul soldat de nationalité canadienne à recevoir la médaille.
| Guerre de Sécession        | 1 522 | Guerres indiennes            | 426 |
| Expédition coréenne (1871) | 15    | Guerre hispano-américaine    | 110 |
| Guerre civile de Samoa     | 4     | Guerre philippino-américaine | 86  |
| Révolte des Boxers         | 59    | Expédition de Pancho Villa   | 56  |
| Haïti (1915–1934)          | 8     | République dominicaine       | 3   |
| Première Guerre mondiale   | 124   | Nicaragua                    | 2   |
| Seconde Guerre mondiale    | 464   | Guerre de Corée              | 132 |
| Guerre du Viêt Nam         | 246   | Bataille de Mogadiscio       | 2   |
| Guerre d'Irak              | 4     | Seconde guerre d'Afghanistan | 13  |
| Paix                       | 193   | Non classés ou inconnus      | 9   |

La médaille n’est décernée que dix-huit fois depuis le retrait américain du Viêt Nam en 1973, et toutes à titre posthume sauf celles attribuées au capitaine Florent Groberg, au sergent Salvatore Giunta,,, au sergent Leroy Petry et au caporal Kyle Carpenter. Les deux premières récompensent le sergent première classe Randy Shughart et le sergent chef Gary Gordon, membres de la Delta Force, qui défendirent le 3 octobre 1993 un officier pilote, le CWO Michael Durant, membre du 160th SOAR (A), cloué au sol à la suite de l’écrasement de son hélicoptère (un MH-60K) Black Hawk sous les tirs ennemis durant la bataille de Mogadiscio en Somalie.
La suivante récompense le sergent première classe Paul R. Smith qui défendit en Irak le 4 avril 2003 une station médicale pleine de soldats américains blessés et avec deux pelotons seulement, parvint à tuer cinquante attaquants irakiens près de l’aéroport international de Bagdad. Le 11 janvier 2007, le président George W. Bush récompense le caporal Jason Dunham qui se coucha sur une grenade qui allait exploser durant un combat en Irak à la frontière syrienne le 14 avril 2004, en vue de protéger plusieurs de ses compagnons. Récompense également accordée au maître Michael A. Monsoor, membre des Navy SEALs, qui se coucha lui aussi sur une grenade lors d'un accrochage dans le secteur d'Ar Ramadi (Irak) le 29 septembre 2006, pour sauver deux de ses compagnons.
Le 22 octobre 2007, le lieutenant de Vaisseau Michael P. Murphy reçoit également à titre posthume la médaille pour ses actions du 28 juin 2005 en Afghanistan dans les montagnes de l’Hindou Kouch.
Le 2 juin 2008, la récompense est délivrée au soldat première classe Ross A. McGinnis, tombé le 4 décembre 2006 à Adhamiyah, au nord-est de Bagdad, en se jetant sur une grenade pour protéger 4 hommes de sa section.
Le 16 novembre 2010, le sergent Salvatore Giunta, originaire de l’Iowa, a reçu la médaille d’honneur en récompense après un acte héroïque en Afghanistan, lors d’une embuscade des Talibans le 25 octobre 2007. Il a ainsi sauvé deux de ses camarades. C’est la première fois depuis la guerre du Viêt Nam que cette distinction est remise à un soldat encore vivant.[source?]
Le 12 juillet 2011, et pour la deuxième fois depuis la guerre du Vietnam, un autre soldat, le sergent Leroy Petry, s’est vu remettre, de son vivant, la Medal of Honor. Membre du 75e régiment de Rangers, ce sous-officier originaire de Santa Fe (Nouveau-Mexique), s’est illustré le 26 mai 2008 lors d’un assaut contre un compound où s’étaient réfugiés 40 insurgés, dans la province de Paktia, en Afghanistan.
Ce père de quatre enfants, bientôt âgé de 32 ans, s’est saisi, ce jour-là, d’une grenade lancée par l’ennemi et tombée près de ses hommes. Déjà blessé par balles aux jambes, la munition a explosé juste au moment où il venait de la jeter. Le sergent Petry a eu sa main arrachée et le corps criblé d’éclats. Malgré ses blessures, il a continué à combattre et son action a permis de sauver la vie à deux de ses camarades.
Depuis, dix autres soldats américains reçurent également la Medal of Honor pour leurs actions en Afghanistan. Deux Marines, Kyle Carpenter et Dakota Meyer ; six G.I.s, Ty Carter, Ryan M. Pitts, Clinton Romesha, William D. Swenson, Kyle White et Jared C. Monti ; ainsi que le béret vert Robert James Miller ; ces deux derniers soldats furent décorés à titre posthume. Le 8 août 2012, le capitaine d'origine française Florent Groberg plaque un kamikaze au sol avant que ce dernier ne fasse détoner sa ceinture d'explosifs. Quatre soldats américains sont tués et Groberg survivra malgré la perte d'une jambe.
Le dernier récipiendaire est le sergent major Thomas Payne, qui s'est vu remettre de son vivant la Medal of Honor le 11 septembre 2020.

## Privilèges

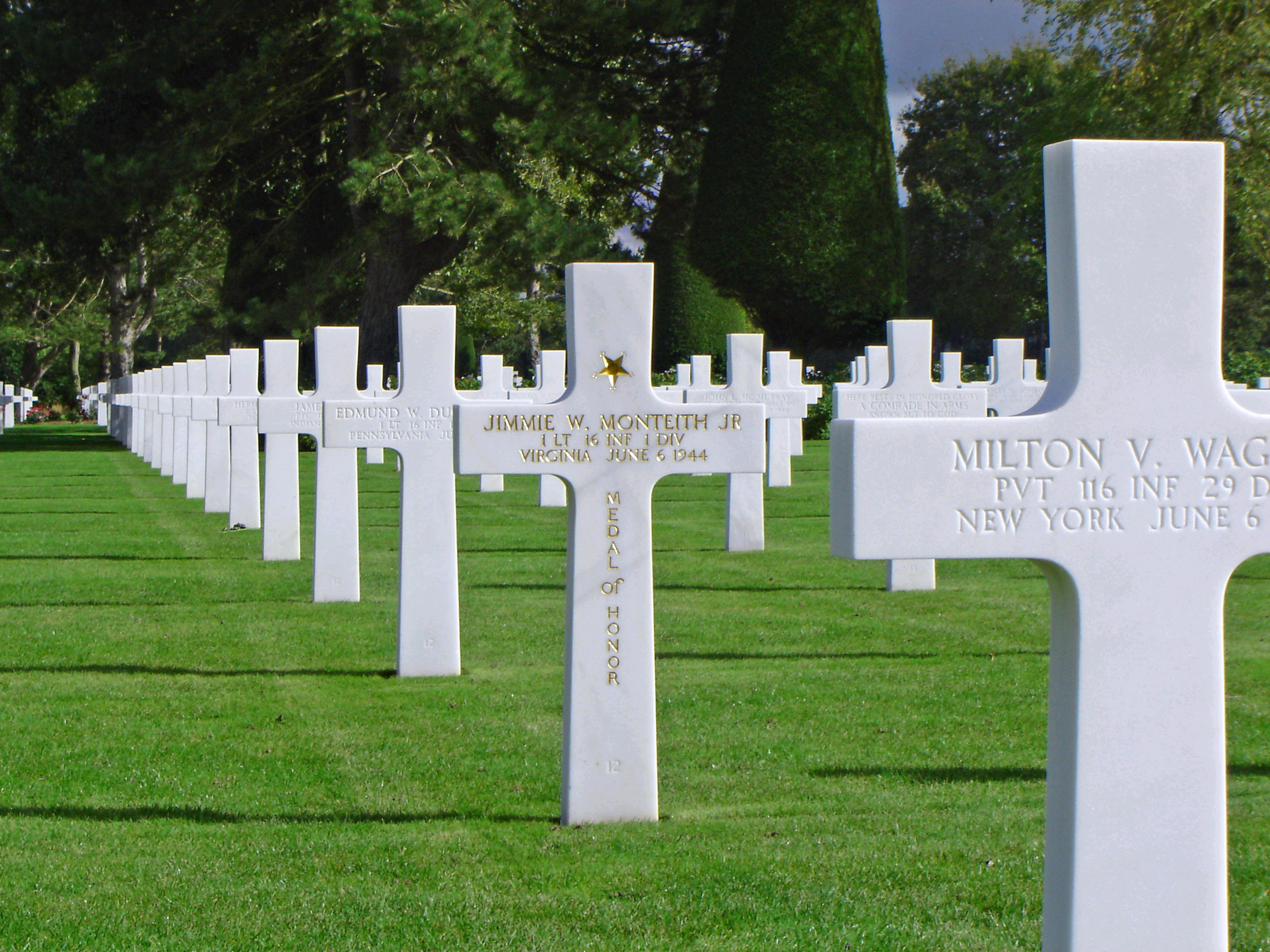
Tombe d’un bénéficiaire de la médaille dans le cimetière américain de Colleville-sur-Mer en Normandie.

La médaille d’honneur confère des privilèges aux bénéficiaires aussi bien par tradition que par la loi. Par tradition, tous les autres soldats, y compris les officiers de rang supérieur, saluent le porteur de la médaille. Les officiers ne saluent pas vraiment la personne mais leur geste s'adresse plutôt à la médaille et parfois le salut se prolonge vers le porteur. La loi donne également plusieurs avantages aux porteurs de la médaille,, :
- chaque porteur peut demander que son nom soit ajouté à la liste des médaillés (Medal of Honor Roll). Cela lui permet de recevoir une pension de plus de 1 000 dollars par mois. Cette pension est indexée sur le coût de la vie ;
- chaque porteur inscrit sur la liste peut recevoir un uniforme supplémentaire ;
- chaque porteur reçoit des droits spéciaux pour le transport aérien ;
- chaque porteur reçoit des cartes d’identification spécifiques et à des coûts privilégiés ;
- leurs enfants sont admissibles dans les académies militaires américaines et ne sont pas gênés par les quotas d’entrée dans ces institutions ;
- chaque porteur reçoit une augmentation de 10 % sur sa retraite normale ;
- les porteurs récompensés après le 23 octobre 2002 et les porteurs toujours en vie à cette date reçoivent en plus le drapeau de la médaille d’honneur.

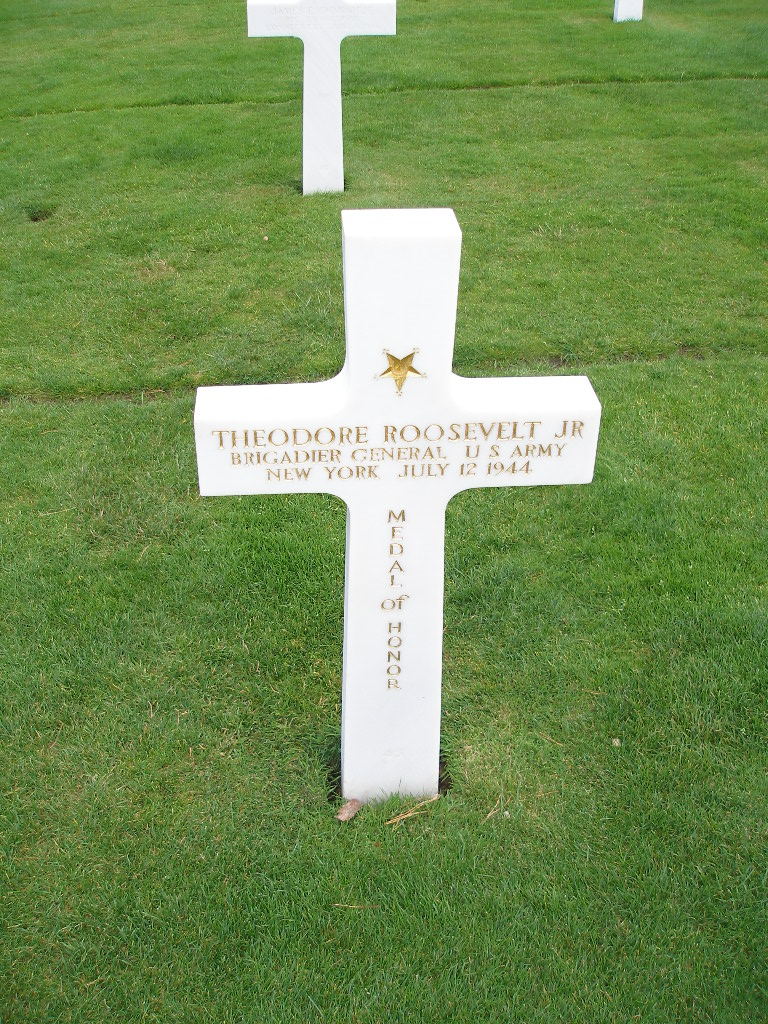
Tombe du général Theodore Roosevelt Junior au cimetière américain de Colleville-sur-Mer en Normandie.

## Protection légale
Jusqu'à la fin 2006, la décoration fut la seule protégée par une loi fédérale contre l’imitation et la vente privée. Cette protection est depuis étendue à d’autres décorations. Depuis lors, toute revendication verbale, écrite ou physique infondée d'une récompense ou décoration que seuls les militaires ou vétérans autorisés sont en droit de porter est une infraction fédérale.
Le détournement de cette médaille (fabrication ou port non autorisé par exemple), est punissable d’une amende et d’un emprisonnement (Code 18-704) qui doivent être plus sévères que pour les autres médailles. Après la transformation de l'aspect en 1903, un brevet est déposé pour empêcher légalement toute reproduction. À l’expiration du brevet, le gouvernement fédéral promulgue une loi rendant illégal la production, le port ou la distribution de la Médaille d’honneur sans autorisation. Les contrevenants sont systématiquement poursuivis, notamment grâce à la vigilance de plusieurs associations de vétérans et de compagnies privées.

### Exemples d'application de la loi
HLI Lordship Industries Inc., un ancien fabricant de la médaille d’honneur, reçoit une amende en 1996 pour avoir vendu 300 fausses médailles au prix unitaire de 75 dollars.
Un habitant de Fort Lauderdale en Floride est accusé en 1996 de porter une médaille qu’il ne mérite pas. Au lieu de passer six mois en prison, le juge fédéral le condamne à un an de conditionnelle et l’oblige à écrire une lettre d’excuses aux 171 porteurs de la médaille toujours en vie à l’époque. La lettre est même publiée dans un journal local.
En 2003, Edward Fedora et Gisela Fedora sont inculpés pour avoir revendu les médailles du soldat Robert Blume (action dans la guerre hispano-américaine) et du sergent George Washington Roosevelt (action dans la guerre de Sécession) à un agent du FBI. Edward Fedora, un homme d’affaires canadien, plaide coupable et est emprisonné.

## Autres décorations aux États-Unis
Ces décorations importantes portant parfois un nom similaire à la médaille d’honneur n'y sont pas liées et les critères d’attribution sont différents.
- Cardenas Medal of Honor : décoration chez les garde-côtes américains,
- Chaplain's Medal of Honor : décoration pour des aumôniers,
- Congressional Space Medal of Honor : décoration pour des astronautes,
- Médaille présidentielle de la Liberté : la plus importante récompense civile,
- Médaille d'or du Congrès.

Plusieurs décorations protégées par la loi portent parfois également le nom de Medal of Honor. La Public Safety Officer Medal of Valor, établie par le congrès en 2001, est « la plus haute récompense nationale récompensant la valeur d’un officier de sécurité civile,, ».

## Culture populaire
- Medal of honor est une série de jeux vidéo se déroulant durant la Seconde Guerre mondiale.
- Dans la série américaine NCIS : Semper Fi (saison 2, épisode 7), un récipiendaire de la médaille d'honneur se rend au NCIS afin d'être jugé pour meurtre. Les marines le saluent à chaque fois qu'ils voient la médaille.
- Dans le film Karaté Kid - Le Moment de vérité, le jeune Daniel LaRusso, découvre que son maître (Kesuke Miyagi) possède une médaille, « pour service rendu » dit-il (à 1h 32min 16s).
- Dans le film Forrest Gump, le lieutenant Dan interpelle le principal protagoniste lorsqu’il sort des studios, où il était interviewé avec John Lennon, et lui demande (rhétoriquement) « alors ils t’ont donné la médaille d’honneur du congrès ». Dans plusieurs scènes, on peut voir distinctement qu’il s’agit bien de la «Medal of Honor», sans doute décernée à Forrest pour avoir sauvé plusieurs de ses compagnons d’armes au Vietnam, au péril de sa vie.